# Cardiophorus expallidus
Cardiophorus expallidus là một loài bọ cánh cứng trong họ Elateridae. Loài này được Semenov & Pjatakova miêu tả khoa học năm 1935.